# 채터누가 룩아웃츠
채터누가 룩아웃츠(Chattanooga Lookouts)는 신시내티 레즈 산하의 마이너 리그 베이스볼 더블 A 야구팀으로, 서던 리그에 속해 있다. 미국 테네시주 채터누가를 연고지로 하고 있고, 근처의 룩아웃 산맥에서 팀명을 따왔다. 2000년에 문을 열고 6,340명의 관중을 수용할 수 있는 AT&T 필드를 홈구장으로 사용하고 있다. 1930년부터 1999년까지는 엥겔 스타디움을 홈구장으로 사용했으며, 1943년에는 잠시 앨라배마주 몽고메리에 있는 크램턴 볼을 홈으로 썼다.

## 영구 결번
- 26 – 더넬 스텐슨, 외야수, 2003